# مارتا لارالد
مارتا لارالد (زاده ۲۲ آوریل ۱۹۸۱) یک هنرپیشه اسپانیایی اهل گالیسیا است. او به خاطر بازی در سریال‌هایی مانند هتل گرن یا سیس هرماناس شناخته شده است. در ۲۲ آوریل ۱۹۸۱ در ویگو به دنیا آمد. او همچنین عضو بخش دوومیدانی سلتا دی ویگو بود. لارالد در دوشنبه‌ها در خورشید (۲۰۰۲) به عنوان دستیار کارگردان برای فرناندو لئون د آرانوآ کار کرد. او اولین فیلم بلند خود را به عنوان یک بازیگر با بازی در فیلم لنا ساخته گونزالو تاپیا، که در سال ۲۰۰۱ منتشر شد، انجام داد در سال ۲۰۰۴، او در لئون و اولویدو بازی کرد. بیش از ۱۵ سال بعد، او نقش اولویدو را در اولویدو و لئون، دنباله لئون و اولویدو، دوباره بازی کرد.

## فیلم‌شناسی

### تلویزیون
| سال     | عنوان                         | نقش                 | یادداشت                 |        |
| ------- | ----------------------------- | ------------------- | ----------------------- | ------ |
| 2006    | بیمارستان مرکزی               | لونا                | اصلی در فصل ۱۱ معرفی شد | [ ۷ ]  |
| 2011–13 | هتل گرن                       | بلن                 | اصلی                    | [ ۸ ]  |
| 2015–17 | سیس هرماناس                   | دیانا سیلوا         | اصلی                    | [ ۹ ]  |
| 2018    | Fariña (ساحل کوکائین)         | نیوز                | اصلی                    | [ ۱۰ ] |
| 2020    | زندگی غیرمجاز (زندگی غیرمجاز) | قاضی مارینا کامبیرو |                         | [ ۱۱ ] |
| 2020    | کارونته                       | ناتالیا             | اصلی                    | [ ۱۲ ] |
| 2021    | اصابت                         | فرانسیس             | اصلی در فصل ۲ معرفی شد  | [ ۱۳ ] |

### سینما
| سال  | عنوان                                                      | نقش            | یادداشت               |        |
| ---- | ---------------------------------------------------------- | -------------- | --------------------- | ------ |
| 2001 | لنا                                                        | لنا            |                       | [ ۱۴ ] |
| 2003 | Una preciosa puesta de sol                                 | بئاتریز        |                       | [ ۱۵ ] |
| 2004 | لئون و اولویدو (لئون و اولویدو)                            | اولویدو        |                       | [ ۶ ]  |
| 2005 | طولانی‌ترین پنالتی در جهان (طولانی‌ترین ضربه پنالتی در جهان) | سیسیلیا        |                       | [ ۱۶ ] |
| 2013 | همه زنان (همه زنان)                                        | کارمن          |                       | [ ۱۷ ] |
| 2015 | مرتد (مرتد)                                                | پیلار          |                       | [ ۱۸ ] |
| 2015 | La playa de los ahogados (ساحل غرق شدگان)                  | آلیشیا کاستلو  |                       | [ ۱۹ ] |
| 2020 | تقدیم به طوفان (پیشنهاد به طوفان)                          | یولاندا بروئتا |                       | [ ۲۰ ] |
| 2021 | اولویدو و لئون (اولویدو و لئون)                            | اولویدو        | دنباله لئون و اولویدو | [ ۶ ]  |